# Crotone megye
Crotone Olaszország Calabria régiójának egyik megyéje. Székhelye Crotone város.

## Fekvése

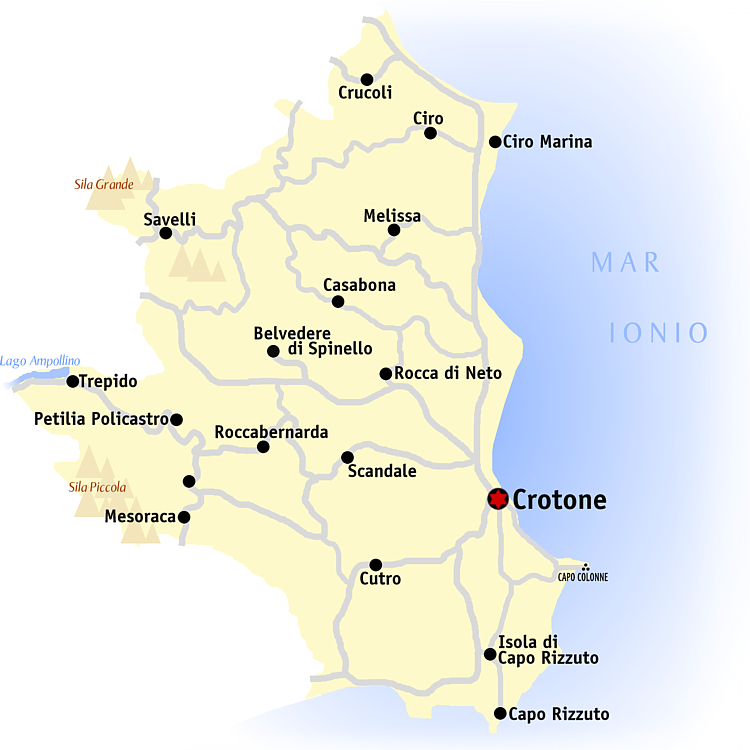
Crotone megye

Crotone megye Calabria régió keleti részén fekszik. Északon Cosenza megye, délnyugaton pedig Catanzaro megye határolja. Északnyugaton a Tarantói-öböllel határos, amely a megye területéhez tartozó Colonna-fokig tart. Délkeleti oldalát a Squillacei-öböl határolja, amelynek keleti végpontja a megye területéhez tartozó Rizzuto-fok.
A megye területének nagy részét a Sila-fennsík foglalja el.
Legfontosabb vízfolyása a Neto folyó.
Éghajlata mediterrán, meleg és száraz nyári hónapokkal, csapadékos téli hónapokkal.

## Fő látnivalók
- természeti látnivalók:
  - Sila Nemzeti Park
- kulturális helyszínek:
  - Belvedere di Spinello központja és vára
  - Caccuri vára
  - Crotone óvárosa és vára, valamint a Colonna-fok görög-római romjai (Héraion)
  - a Le Castella nevű erőd Isola di Capo Rizzuto területén
  - Santa Severina központja és vára

## Községek(comuni)
| Belvedere di Spinello | Crucoli               | San Nicola dell’Alto |
| Caccuri               | Cutro                 | Santa Severina       |
| Carfizzi              | Isola di Capo Rizzuto | Savelli              |
| Casabona              | Melissa               | Scandale             |
| Castelsilano          | Mesoraca              | Strongoli            |
| Cerenzia              | Pallagorio            | Umbriatico           |
| Cirò                  | Petilia Policastro    | Verzino              |
| Cirò Marina           | Rocca di Neto         |                      |
| Cotronei              | Roccabernarda         |                      |
| Crotone               | San Mauro Marchesato  |                      |